# Ralph de Bayeux
Ralph de Bayeux, también Raoul de Bayeux (Nord-Trøndelag, Noruega c. 890-Calvados c. 950), jarl de Bayeux,  fue un noble vikingo de origen noruego. Según la saga Orkneyinga hijo de un caudillo llamado  Haldrick Malahulc Eysteinsson (Halduc de Tresney, 845-912), un hijo de Eystein Glumra. La cita concuerda con los escritos de Orderic Vitalis que, en 1113, nombró Malahulc como tío paternal de Hrolf Ganger, a quien acompañó para la conquista de Normandía en 912, y primer referente de la Familia de Tosny.

## Herencia
Se casó con Erneburge de Bayeux (de Caux) (c. 900-975) y fruto de esa relación nacieron dos hijos:
- Anschitel de Toesni, Señor de las Islas de La Mancha (n. 926).
- Balso de Bayeux, conde de Bayeux (c. 930-992). Un hijo llamado Anschitel (Ansegisel, Ancitel) de Bayeux (c. 992-1031), como su tío, casó con una hija de Ricardo III de Normandía.[3] Fruto de esa relación nació Ranulfo de Bessin.